# Georges Bregy
Georges Bregy (Raron, 17 januari 1958) is een voormalig profvoetballer uit Zwitserland, die speelde als aanvallende middenvelder en bekend stond als een vrijetrapspecialist. Hij beëindigde zijn actieve loopbaan in 1994 bij BSC Young Boys. Bregy was nadien actief als voetbalcoach.

## Clubcarrière
Bregy speelde in zijn jonge jaren voor FC Raron, waarna hij doorbrak bij FC Sion. Daarna verdedigde hij de kleuren van achtereenvolgens BSC Young Boys, FC Sion, FC Martigny-Sports, FC Lausanne-Sport en BSC Young Boys. Met FC Sion won hij tweemaal de Zwitserse beker (1980 en 1982).

## Interlandcarrière
Bregy kwam in totaal 54 keer (twaalf doelpunten) uit voor de nationale ploeg van Zwitserland in de periode 1984–1994. Onder leiding van bondscoach Paul Wolfisberg maakte hij zijn debuut op 9 maart 1984 in de vriendschappelijke wedstrijd tegen buurland Liechtenstein (0-1) in Balzers, net als Fritz Baur (FC Zürich) en Marco Schällibaum (Grasshopper-Club). Hij nam met zijn vaderland deel aan het WK voetbal 1994 in de Verenigde Staten, waar hij vanuit een vrije trap scoorde in de openingswedstrijd tegen het gastland (1-1).

## Erelijst
FC Sion
- Zwitserse beker

1980, 1982
 BSC Young Boys
- Zwitsers landskampioen

1986